# Telipogon hausmannianus
Telipogon hausmannianus är en orkidéart som beskrevs av Heinrich Gustav Reichenbach. Telipogon hausmannianus ingår i släktet Telipogon och familjen orkidéer. Inga underarter finns listade i Catalogue of Life.

## Bildgalleri

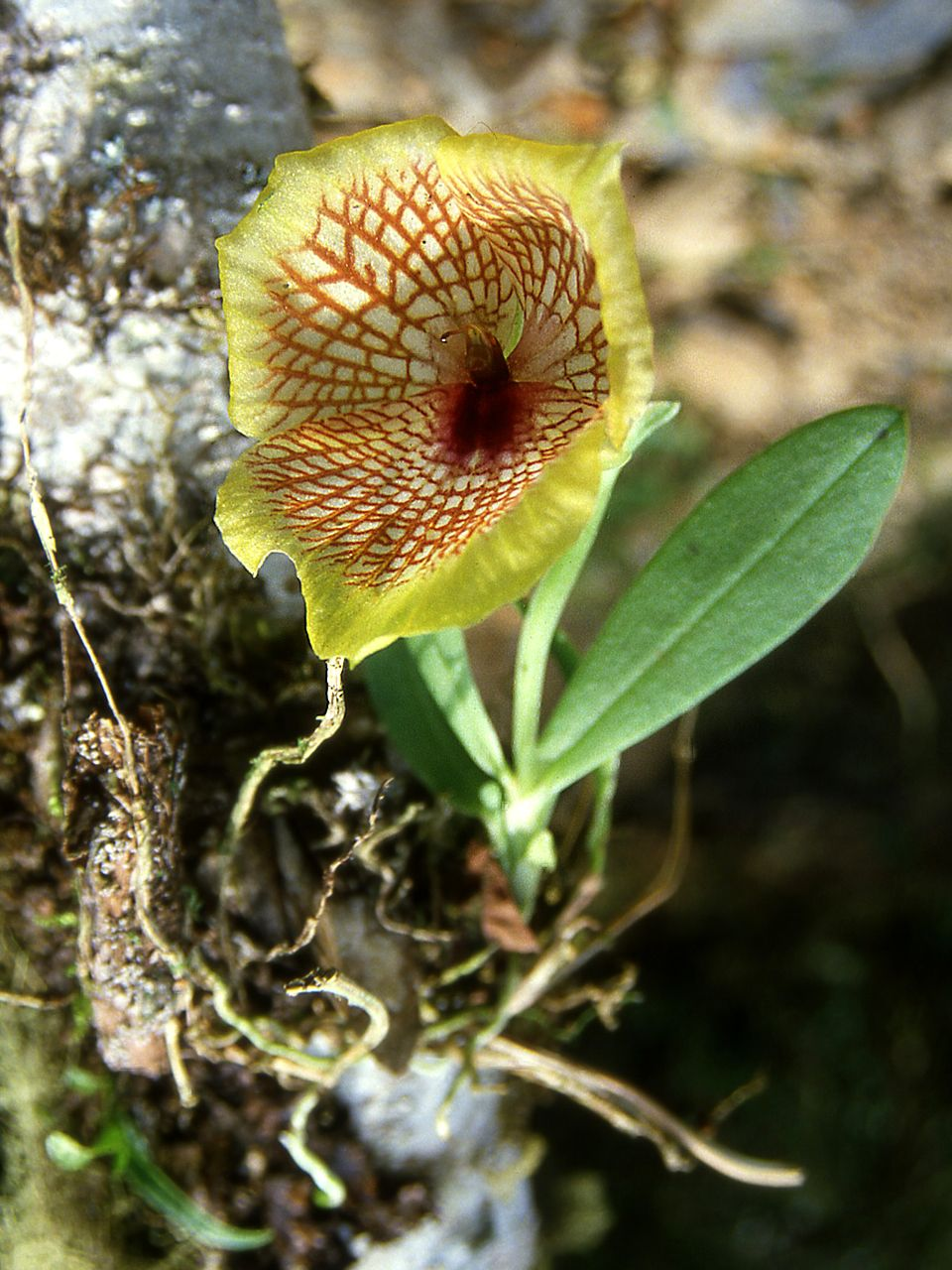
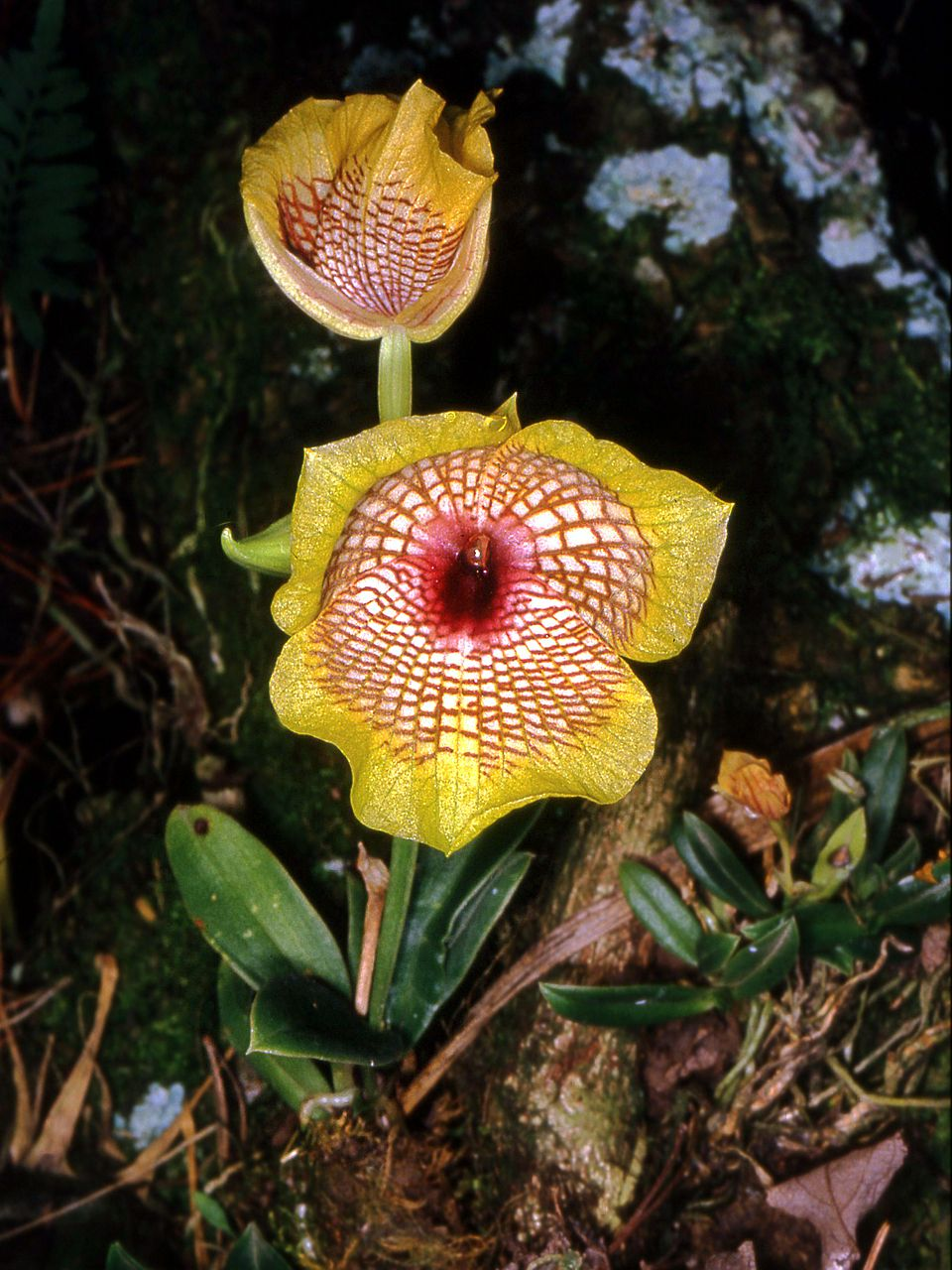
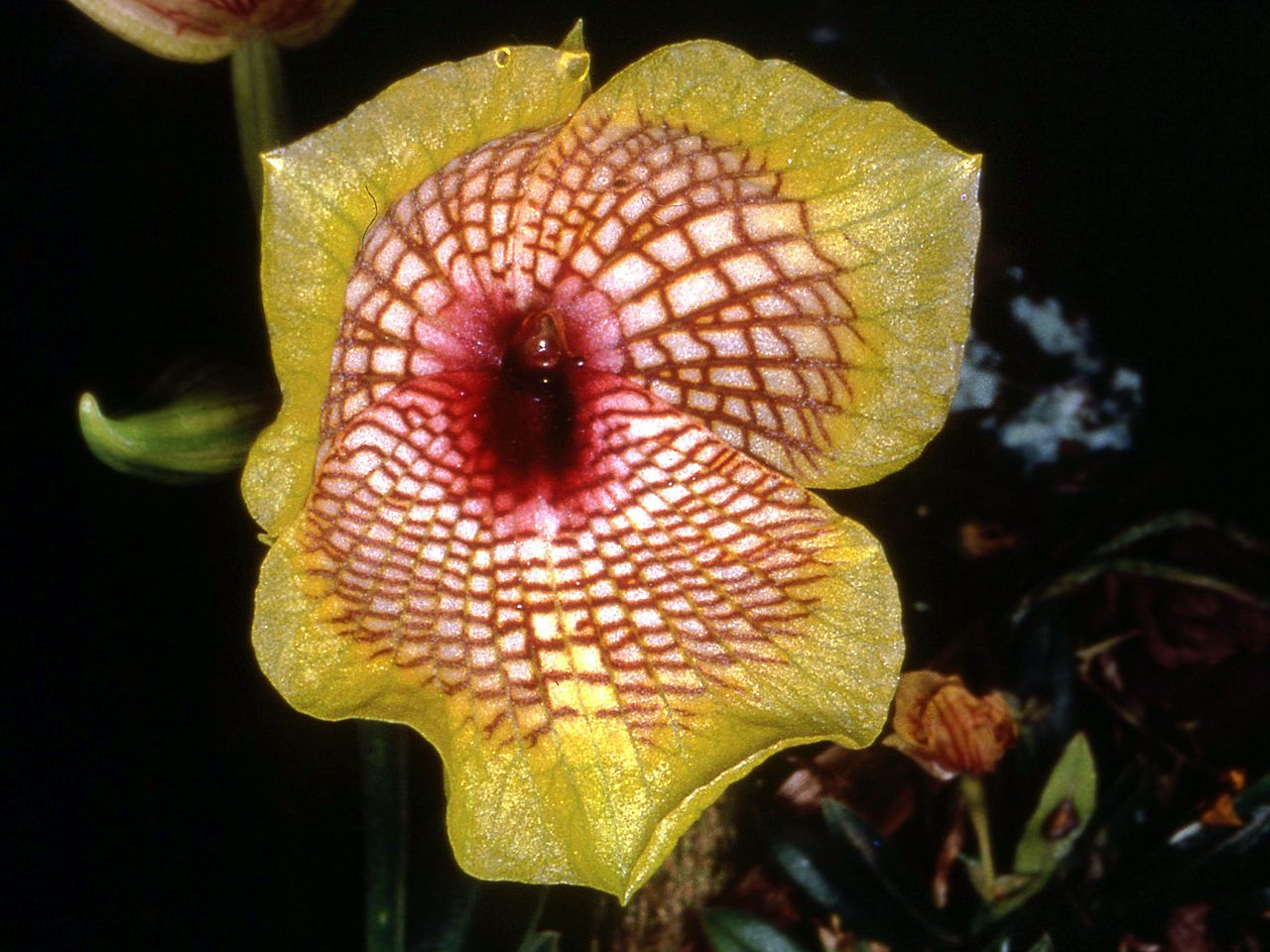
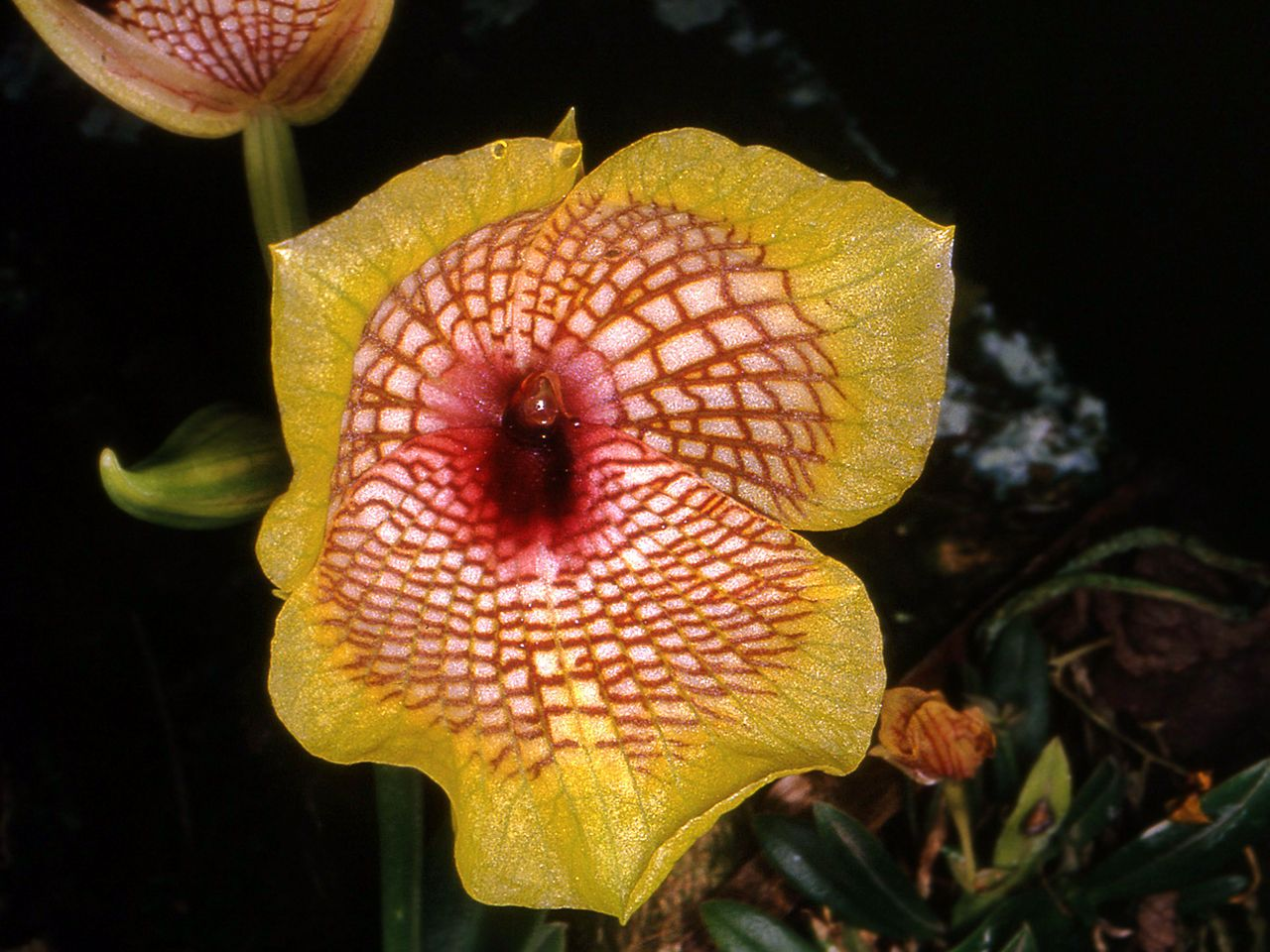